# Breckin Meyer
Breckin Meyer (Minneapolis, 7 mei 1974) is een Amerikaans acteur.

## Biografie
Meyer zat bij Drew Barrymore op de basisschool, en kwam hierdoor in contact met haar agent. Hij kwam zo poserend in folders terecht als kind. In 1990 acteerde hij voor het eerst in de film Camp Cucamonga, na wat eerdere kleine rollen in televisieseries. Zijn doorbraak was met de tienerfilm Clueless uit 1995 als de wiet-rokende skateboarder Travis.
Hij bouwde een filmcarrière op en trouwde in 2001 met Deborah Kaplan. Ze hebben samen twee dochters.
Meyer is tevens muzikant. Hij speelt drums in de punkband "The Street Walkin' Cheetahs" en samen met Tom Morello's band "The Nightwatchman".